# Jørgen Hansen (biskop)
Jørgen Hansen, född den 12 februari 1802 i Tandslet på Als, död den 19 augusti 1889 i Egen på Als, var en dansk biskop. 
Hansen tillhörde en gammal bondesläkt från Sønderjylland, hans far var smed. År 1819 blev han student, 1823 candidatus theologiæ och 1827 präst i Ballum i Västslesvig. År 1830 kallade hertigen av Augustenborg honom till Notmark på Als, men han stod på böndernas sida mot hertigen, ställde sig avgjort på danskhetens sida och skrev den första artikeln i Dannevirke. År 1845 kallade kungen honom till sognepræst i Egen på Als, 1848 blev han biskop över Als och Ærø, men vigdes först året efter tillsammans med Monrad. År 1848 hade han blivit medlem av den kommission, som i kungens namn skulle styra hertigdömena under vapenstilleståndet i slesvig-holsteinska kriget. Hansen var en avgjord motståndare till nationalliberalerna. Laust Moltesen kommenterar detta i Salmonsens med orden: "den sønderjyske Bondes Karakterfasthed var fremtrædende hos ham". Efter 1864 blev han kvar på sin tjänst som sognepræst i Egen, medan biskopsdömet för Als lades ned. De nya makthavarna friade till hans gunst, men hans danska sinnelag förblev oförsvagat till hans död. Hansen var en betydande predikant, något rationalistiskt färgad, med utpräglat intresse för skol- och fattigväsen. På sin ålderdom skrev han Om Menneskeslægtens Religionsformer (1877).